# 巴特布吕克瑙
巴特布吕克瑙（德語：Bad Brückenau）是德国巴伐利亚州的一个市镇。总面积23.73平方公里，总人口6724人，其中男性3217人，女性3507人（2011年12月31日），人口密度283人/平方公里。

## 友好城市
- 法國 昂斯尼-圣热雷翁